# Limax lachensis
Limax lachensis ist eine Nacktschnecken-Art aus der Familie der  Schnegel (Limacidae), die zu den Landlungenschnecken (Stylommatophora) gehört. Die Art ist in einem kleinen Gebiet (Département Var) in Südostfrankreich endemisch.

## Merkmale
Limax lachensis wird ausgestreckt 120 bis 150 mm lang und 15 bis 20 mm breit. Der Körper ist länglich und hinten zugespitzt. Die Tiere sind auf dem Rücken rötlich und werden auf den Seiten hellgelb. Der Rücken ist mit schwarzen Punkten ornamentiert, die ausgelängt sind und quasi eine Medianlinie und zwei laterale Linie bilden. Das vordere Ende des Mantelschildes ist gerundet, das hintere Ende keilförmig zugespitzt. Er ist mit feinen schwarzen, rundlichen Punkten und feinen konzentrischen Striae ornamentiert. Die Fußsohle ist einheitlich weißlich-gelblich gefärbt, die Randsäume sind rotorange. Der dorsale Kiel ist nur schwach ausgebildet und leicht geschlängelt. Der Körperschleim ist rotorange gefärbt, der Schleim der Fußsohle farblos.
Das verkalkte Schalenplättchen im Mantel ist 12 mm lang, 7,5 mm breit und gerundet dreieckig. Es ist auf der Oberseite leicht konvex gebogen, an der Unterseite leicht konkav und weist deutliche konzentrische Anwachsstreifen auf. Der Nukleus befindet sich im hinteren Teil. Die Oberfläche ist hell glänzend, die Ränder durchscheinend.
Die Spermathek ist birnenförmig mit einem sehr kurzen Stiel. Der Penis ist lang, dick und gebogen. Der Samenleiter ist ein wenig gewunden.

### Ähnliche Arten
L. lachensis unterscheidet sich durch Farbe und Muster vom Tigerschnegel (Limax maximus); gemeinsam ist die einheitlich helle Fußsohle. Dagegen stimmen der Genitalapparat und das Kalkschälchen gut mit dem Schwarzen Schnegel (Limax cinereoniger) überein. Dieser besitzt jedoch eine dreiteilige Sohle mit hellem Mittelfeld und dunklen Seitenfeldern sowie eine andere Grundfarbe und Zeichnung. Sehr charakteristisch für L. lachensis sind die orangeroten Säume der Fußsohle.

## Geographische Verbreitung, Lebensraum und Lebensweise
Limax lachensis wurde bisher nur in den Nadelwäldern der subalpinen Region der Montagne de Lachens in 1300 bis 1600 m Höhe und in der Nähe von Bagnols-en-Forêt (Ausläufer des Esterel-Gebirges) im Département Var (Süd-Frankreich) gefunden. Über Ernährung, Kopulation und Fortpflanzung ist nichts bekannt.

## Taxonomie
Die Art wurde von Paul Bérenguier 1902 erstmals beschrieben. Die Art ist bisher wenig bekannt, lediglich Louis Germain publizierte seither noch einige zusätzliche Ergebnisse.
Die Art ist mutmaßlich nach der Montagne Lachens benannt und daher nach den Internationalen Regeln für die Zoologische Nomenklatur im Grunde falsch gebildet und müsste lachens-ensis lauten. Da Paul Bérenguier jedoch keine ausdrückliche Derivatio nominis (Namensherkunft) gibt, darf der Name nach den Nomenklaturregeln aber nicht verbessert werden.

## Belege

### Online
- AnimalBase - Limax lachensis